# Lưu Chấn Hoa

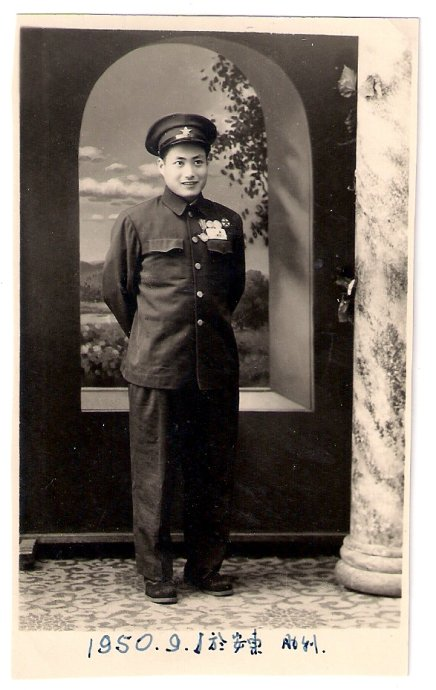

Lưu Chấn Hoa (tiếng Trung: 劉振華; tháng 7 năm 1921 — ngày 11 tháng 7 năm 2018) là Thượng tướng (shang jiang) của Quân Giải phóng Nhân dân Trung Quốc và một nhà ngoại giao của Cộng hòa Nhân dân Trung Hoa. Ông từng giữ chức vụ Đại sứ tại Albania và Thứ trưởng Bộ Ngoại giao Cộng hòa Nhân dân Trung Hoa.
Ông được sinh ra ở Thái An, tỉnh Sơn Đông. Ông gia nhập Đảng Cộng sản Trung Quốc năm 1938. Ông là một cựu chiến binh của Chiến tranh Trung-Nhật lần thứ hai, Nội chiến Trung Quốc và Chiến tranh Triều Tiên. Ông đã có những đóng góp quan trọng cho những chiến thắng của Trận Cẩm Châu chống lại các lực lượng Quốc dân Đảng của Liêu Diệu Tương và Chiến dịch Bình Tân chống lại các lực lượng Quốc dân Đảng của Phó Tác Nghĩa. Ông là một thành viên dự khuyết của Ủy ban Trung ương Đảng Cộng sản Trung Quốc khóa 9 (1969 - 1973) và Đại biểu Đại hội đại biểu Nhân dân toàn quốc khóa 8 (tức Quốc hội Trung Quốc). Năm 1964, ông được thăng quân hàm Thiếu tướng. Ông là Đại sứ Trung Quốc tại Albania từ 1971 đến 1976. Với tư cách là Đại sứ, ông đã cải thiện quan hệ Trung Quốc - Hy Lạp bằng cách thiết lập quan hệ ngoại giao với Hy Lạp vào ngày 6 tháng 6 năm 1972. Tháng 3 năm 1979, ông được bổ nhiệm làm Phó Chính ủy Quân khu Thẩm Dương và trở thành Chính ủy của Quân khu Thẩm Dương vào tháng 10 năm 1982. Năm 1987, ông được chuyển đến Quân khu Bắc Kinh làm Chính ủy, giữ chức vụ đó cho đến năm 1990. Trong nhiệm kỳ của Lưu Chấn Hoa ở Bắc Kinh, ông được trao tặng quân hàm Thượng tướng vào năm 1988.